# Xã Lakin, Quận Morrison, Minnesota
Xã Lakin (tiếng Anh: Lakin Township) là một xã thuộc quận Morrison, tiểu bang Minnesota, Hoa Kỳ. Năm 2010, dân số của xã này là 450 người.